# Marsjöberget
Marsjöberget är ett naturreservat i Vansbro kommun i Dalarnas län.
Området är naturskyddat sedan 2017 och är 48 hektar stort. Reservatet består i den västra delen av tallskog, som växt upp efter en brand, i bäckravinerna i östra delen växer det mest gran.